# Гомотарці
Гомота́рці (болг. Гомотарци) — село у Видинській області Болгарії. Входить до складу общини Видин.

## Населення
За даними перепису населення 2011 року у селі проживали 707 осіб, з них 677 осіб (97,0%) — болгари.
Розподіл населення за віком у 2011 році:
Динаміка населення: